# 褐刺鯧
褐刺鯧為輻鰭魚綱鱸形目鯧亞目長鯧科的其中一種，分布於印度西太平洋區，包括莫三比克、安達曼群島、澳洲、印尼等海域，棲息深度200-800公尺，體長可達20公分，棲息在沙泥底質水域。

## 擴展閱讀
維基物種上的相關：褐刺鯧